# Akın Öztürk
Akın Öztürk (Gümuşhane, 21 februari 1952) is een voormalig viersterrenluchtmachtgeneraal van de Turkse strijdkrachten.
Öztürk was tot 4 augustus 2015 de dertigste commandant van de Turkse luchtmacht. Hij werd als belangrijkste persoon verantwoordelijk gehouden voor de staatsgreeppoging van 15 juli 2016. Als gevolg hiervan werd hij beschuldigd van landverraad. Öztürk werd op 16 juli 2016 opgepakt op het militaire vliegveld Akıncı, het commandocentrum van de Turkse Vredesraad. In 2019 werd hij veroordeeld tot levenslang.